# Guillaume Delcourt

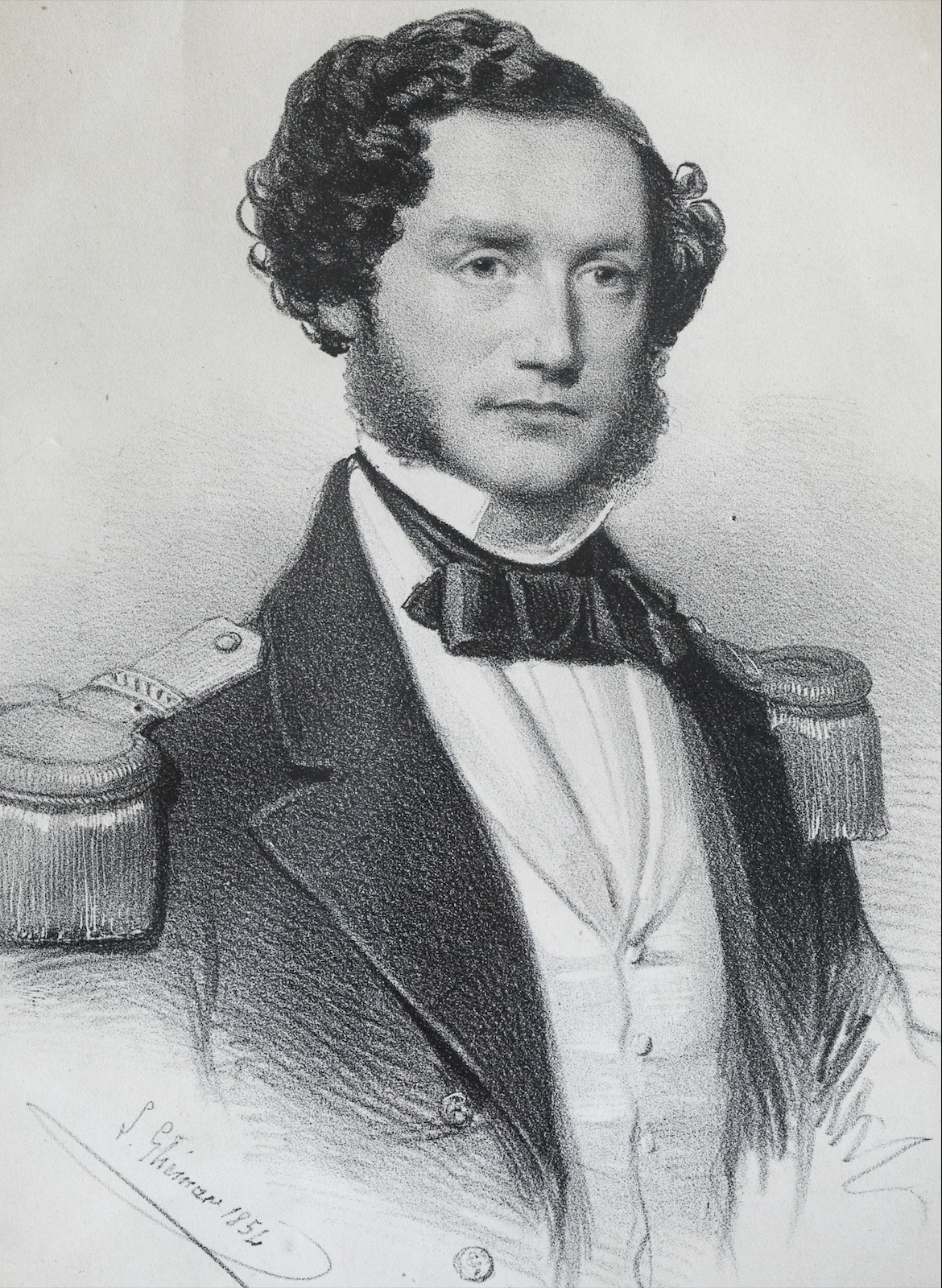
Guillaume Delcourt, tekening door Louis Ghémar, 1854.

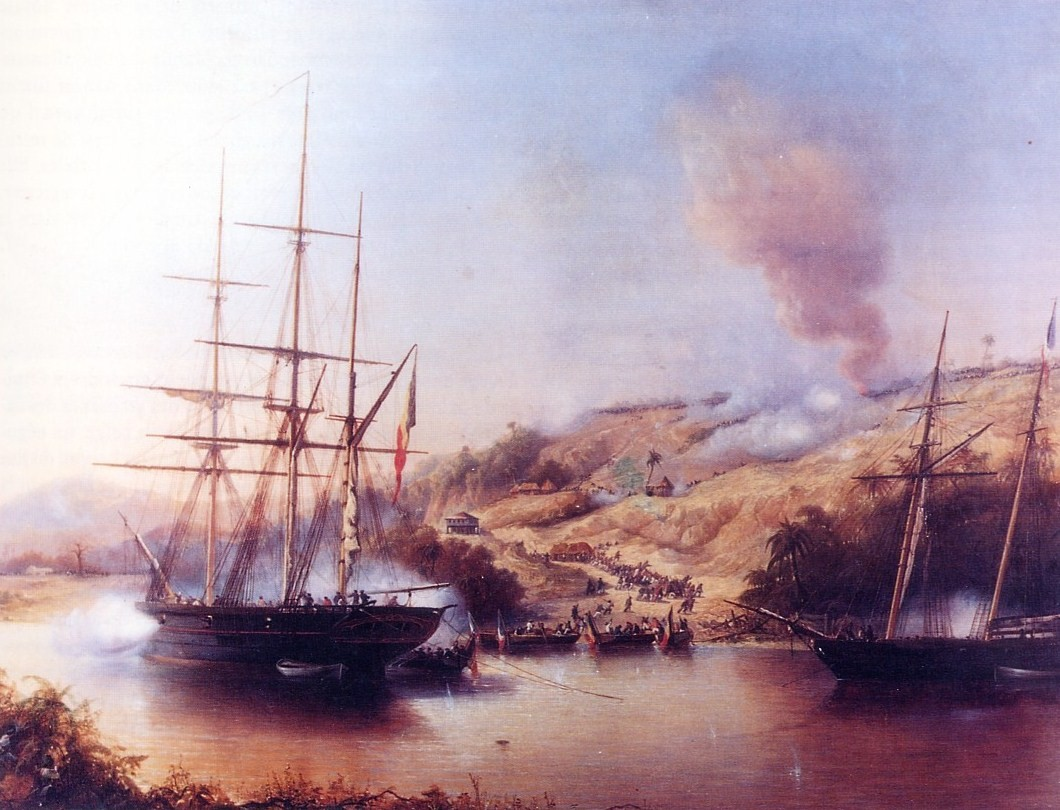
De inneming van Debokké, schilderij van Paul-Jean Clays.

Guillaume Delcourt (Brussel, 31 maart 1825 - Antwerpen, 2 februari 1898) was een Belgisch zeevaarder, ingenieur van zeebouwwerken en maritiem adviseur van koning Leopold II.

## Levensbeschrijving
Zijn moeder, geboren Barbara Wittouck was de dochter van de rechtsgeleerde Willem Wittouck, wiens voornaam hij droeg.
Hij begon een carrière in het bankwezen, maar voelde weinig voor een bediendenleven en ging zich vormen bij de Koninklijke Militaire School, waar hij in 1842 als aspirant tweede klasse werd toegelaten en na twee jaar in het examen slaagde en bevorderd werd tot aspirant 1ste klasse.
Hij begon te zeilen in 1845 als kapitein op de Macassar in de Chinese Zee, en ondanks stormen en zeerovers kwam hij toch veilig terug in Batavia. Op weg naar Singapore werd hij in 1847 door piraten aangevallen en de terugkeer was niet zonder gevaar voor schipbreuk.
Vervolgens voer hij aan boord van de Marie Louise naar de Rio Nunez, een stroom in een gebied van West-Afrika (thans de Republiek Guinee), waar koning Leopold I een kolonie wilde stichten. Hij kwam er aan op 10 februari 1849 en nam deel aan de verovering van Debokké (of Déboquez, thans Boké) op 23 maart 1849. Zijn schip verzandde bij de terugkeer, wat hem in een hachelijke positie bracht. Hij werd gered door Afrikanen die de Belgen trouw waren en de troepen van Mayoré, de koning van de Lanoumans achtervolgden.
Na deze succesvolle campagne benoemde koning Leopold I hem tot luitenant.
In 1850 reisde hij opnieuw naar de Rio Nunez, maar de situatie was er verslechterd. Hij voer vervolgens naar de Belgische kolonie van Santo Thomas in Guatemala.
In 1851 keerde hij terug aan boord van de Louise-Marie naar de Rio Nunez en het eiland Goree.
Hij werd benoemd tot ingenieur voor de maritieme constructies in 1865 en werkte mee aan de ontwikkeling van de haven van Antwerpen. Hij werd adviseur van koning Leopold II voor maritieme zaken. In deze hoedanigheid werd hij een van de belangrijkste medewerkers van de koning, in zijn ambities voor Belgische expansie in de wereld. Vanaf de aanvang van het Congoavontuur adviseerde hij over het zeemateriaal dat Henry Stanley nodig had om de Congorivieren op te varen.

## Familie
Guillaume Delcourt was de zoon van het vroeg gestorven echtpaar Napoleon Josephus Delcourt, brouwer, gewond gedurende de gevechten van de Belgische onwenteling, (geboren in Aat - gestorven in Antwerpen op 30 juli 1833) en Barbara Wittouck (†Brussel, 17 juni 1830).
Delcourt, "ingenieur zeebouwwerken, ridder in de Leopoldsorde", trouwde in Hoboken op 2 mei 1868 met Laurentia Hortensia Josephina Lambrechts (°Hoboken, 18 juni 1832), dochter van Petrus Josephus Lambrechts, geneesheer en burgemeester van Hoboken, en van Rosalia Theresia Josephina Van de Raey (†Hoboken, 13 oktober 1860).
Hun dochter Adeline Delcourt trouwde met dokter Paul François, geneesheer-directeur van het ziekenhuis Nottebohm in Antwerpen.